# Joe Murphy
Joseph Murphy, detto Joe (Dublino, 21 agosto 1981), è un calciatore irlandese, portiere del Tranmere.

## Statistiche

### Presenze e reti nei club
Statistiche aggiornate al 7 maggio 2022.
| Stagione                 | Squadra                  | Campionato               | Campionato | Campionato | Coppe nazionali | Coppe nazionali | Coppe nazionali | Coppe continentali | Coppe continentali | Coppe continentali | Altre coppe | Altre coppe | Altre coppe | Totale | Totale |
| Stagione                 | Squadra                  | Comp                     | Pres       | Reti       | Comp            | Pres            | Reti            | Comp               | Pres               | Reti               | Comp        | Pres        | Reti        | Pres   | Reti   |
| ------------------------ | ------------------------ | ------------------------ | ---------- | ---------- | --------------- | --------------- | --------------- | ------------------ | ------------------ | ------------------ | ----------- | ----------- | ----------- | ------ | ------ |
| 1999-2000                | Tranmere                 | FD                       | 21         | -27        | FACup+CdL       | 2+4             | -3 + -3         | -                  | -                  | -                  | -           | -           | -           | 27     | -33    |
| 2000-2001                | Tranmere                 | FD                       | 20         | -38        | FACup+CdL       | 0+1             | -2              | -                  | -                  | -                  | -           | -           | -           | 21     | -40    |
| 2001-2002                | Tranmere                 | SD                       | 22         | -35        | FACup+CdL       | 1+3             | -1 + -6         | -                  | -                  | -                  | FLT         | 1           | -2          | 27     | -44    |
| Totale Tranmere          | Totale Tranmere          | Totale Tranmere          | 63         | -100       |                 | 11              | -15             |                    | -                  | -                  |             | 1           | -2          | 75     | -117   |
| 2002-2003                | West Bromwich            | PL                       | 2          | -4         | FACup+CdL       | 0+1             | -3              | -                  | -                  | -                  | -           | -           | -           | 3      | -7     |
| 2003-2004                | West Bromwich            | FD                       | 4          | -4         | FACup+CdL       | 0               | 0               | -                  | -                  | -                  | -           | -           | -           | 4      | -4     |
| Totale West Bromwich     | Totale West Bromwich     | Totale West Bromwich     | 6          | -8         |                 | 1               | -3              |                    | -                  | -                  |             | -           | -           | 7      | -11    |
| 2004-2005                | Walsall                  | FL1                      | 25         | -34        | FACup+CdL       | 0               | 0               | -                  | -                  | -                  | FLT         | 2           | -3          | 27     | -37    |
| 2005-2006                | Walsall                  | FL1                      | 14         | -17        | FACup+CdL       | 0               | 0               | -                  | -                  | -                  | FLT         | 2           | -2          | 16     | -19    |
| Totale Walsall           | Totale Walsall           | Totale Walsall           | 39         | -51        |                 | 0               | 0               |                    | -                  | -                  |             | 4           | -5          | 43     | -56    |
| 2006-2007                | Scunthorpe Utd           | FL1                      | 45         | -35        | FACup+CdL       | 3+2             | -2 + -5         | -                  | -                  | -                  | FLT         | 2           | -1          | 52     | -43    |
| 2007-2008                | Scunthorpe Utd           | FLC                      | 45         | -65        | FACup+CdL       | 1+0             | -1              | -                  | -                  | -                  | -           | -           | -           | 46     | -66    |
| 2008-2009                | Scunthorpe Utd           | FL1                      | 42+3       | -56 + -3   | FACup+CdL       | 3+0             | -2              | -                  | -                  | -                  | FLT         | 5           | -4          | 53     | -65    |
| 2009-2010                | Scunthorpe Utd           | FLC                      | 40         | -69        | FACup+CdL       | 1+3             | -4 + -6         | -                  | -                  | -                  | -           | -           | -           | 44     | -79    |
| 2010-2011                | Scunthorpe Utd           | FLC                      | 29         | -58        | FACup+CdL       | 1+2             | -5 + -7         | -                  | -                  | -                  | -           | -           | -           | 32     | -70    |
| Totale Scunthorpe Utd    | Totale Scunthorpe Utd    | Totale Scunthorpe Utd    | 201+3      | -283 + -3  |                 | 16              | -32             |                    | -                  | -                  |             | 7           | -5          | 227    | -323   |
| 2011-2012                | Coventry City            | FLC                      | 46         | -65        | FACup+CdL       | 0+1             | -3              | -                  | -                  | -                  | -           | -           | -           | 47     | -68    |
| 2012-2013                | Coventry City            | FL1                      | 45         | -57        | FACup+CdL       | 2+3             | -3 + -8         | -                  | -                  | -                  | FLT         | 6           | -3          | 56     | -71    |
| 2013-2014                | Coventry City            | FL1                      | 46         | -77        | FACup+CdL       | 5+1             | -8 + -3         | -                  | -                  | -                  | FLT         | 1           | 0           | 53     | -88    |
| Totale Coventry City     | Totale Coventry City     | Totale Coventry City     | 137        | -199       |                 | 12              | -25             |                    | -                  | -                  |             | 7           | -3          | 156    | -227   |
| 2014-mag. 2015           | Huddersfield Town        | FLC                      | 2          | -2         | FACup+CdL       | 0+2             | -5              | -                  | -                  | -                  | -           | -           | -           | 4      | -7     |
| mag.-giu. 2015           | Chesterfield             | FL1                      | 0+1        | -3         | FACup+CdL       | -               | -               | -                  | -                  | -                  | FLT         | -           | -           | 1      | -3     |
| 2015-2016                | Huddersfield Town        | FLC                      | 7          | -11        | FACup+CdL       | 2+1             | -7 + -2         | -                  | -                  | -                  | -           | -           | -           | 10     | -10    |
| 2016-gen. 2017           | Huddersfield Town        | FLC                      | 0          | 0          | FACup+CdL       | 0               | 0               | -                  | -                  | -                  | -           | -           | -           | 0      | 0      |
| Totale Huddersfield Town | Totale Huddersfield Town | Totale Huddersfield Town | 9          | -13        |                 | 5               | -14             |                    | -                  | -                  |             | -           | -           | 14     | -27    |
| gen.-giu. 2017           | Bury                     | FL1                      | 16         | -13        | FACup+CdL       | -               | -               | -                  | -                  | -                  | FLT         | -           | -           | 16     | -13    |
| 2017-2018                | Bury                     | FL1                      | 17         | -27        | FACup+CdL       | 0+1             | -1              | -                  | -                  | -                  | FLT         | 0           | 0           | 18     | -28    |
| 2018-2019                | Bury                     | FL2                      | 46         | -56        | FACup+CdL       | 2+1             | -1 + -1         | -                  | -                  | -                  | FLT         | 3           | -7          | 52     | -65    |
| Totale Bury              | Totale Bury              | Totale Bury              | 79         | -96        |                 | 4               | -3              |                    | -                  | -                  |             | 3           | -7          | 86     | -106   |
| 2019-2020                | Shrewsbury Town          | FL1                      | 4          | -7         | FACup+CdL       | 4+1             | -2 + -4         | -                  | -                  | -                  | FLT         | 3           | -3          | 12     | -16    |
| 2020-2021                | Tranmere                 | FL2                      | 13+2       | -13 + -3   | FACup+CdL       | 0               | 0               | -                  | -                  | -                  | FLT         | 6           | -8          | 21     | -24    |
| 2021-2022                | Tranmere                 | FL2                      | 17         | -10        | FACup+CdL       | 0               | 0               | -                  | -                  | -                  | FLT         | 3           | -4          | 20     | -14    |
| Totale Tranmere          | Totale Tranmere          | Totale Tranmere          | 93+2       | -123 + -3  |                 | 11              | -15             |                    | -                  | -                  |             | 10          | -14         | 116    | -155   |
| Totale carriera          | Totale carriera          | Totale carriera          | 574        | -789       |                 | 54              | -98             |                    | 0                  | 0                  |             | 34          | -37         | 662    | -924   |

### Cronologia presenze e reti in nazionale
| Cronologia completa delle presenze e delle reti in nazionale ― Irlanda | Cronologia completa delle presenze e delle reti in nazionale ― Irlanda | Cronologia completa delle presenze e delle reti in nazionale ― Irlanda | Cronologia completa delle presenze e delle reti in nazionale ― Irlanda | Cronologia completa delle presenze e delle reti in nazionale ― Irlanda | Cronologia completa delle presenze e delle reti in nazionale ― Irlanda | Cronologia completa delle presenze e delle reti in nazionale ― Irlanda | Cronologia completa delle presenze e delle reti in nazionale ― Irlanda |
| Data                                                                   | Città                                                                  | In casa                                                                | Risultato                                                              | Ospiti                                                                 | Competizione                                                           | Reti                                                                   | Note                                                                   |
| ---------------------------------------------------------------------- | ---------------------------------------------------------------------- | ---------------------------------------------------------------------- | ---------------------------------------------------------------------- | ---------------------------------------------------------------------- | ---------------------------------------------------------------------- | ---------------------------------------------------------------------- | ---------------------------------------------------------------------- |
| 9-9-2003                                                               | Dublino                                                                | Irlanda                                                                | 2 – 2                                                                  | Turchia                                                                | Amichevole                                                             | -1                                                                     | 76’                                                                    |
| 28-5-2010                                                              | Dublino                                                                | Irlanda                                                                | 3 – 0                                                                  | Algeria                                                                | Amichevole                                                             | -                                                                      | 86’                                                                    |
| Totale                                                                 |                                                                        | Presenze                                                               | 2                                                                      |                                                                        | Reti                                                                   | -1                                                                     |                                                                        |

## Palmarès

### Club

#### Competizioni nazionali
- Football League One: 1

Scunthorpe Utd: 2006-2007

### Individuale
- PFA Football League One Team of the Year: 2

2006-2007, 2008-2009